# 総持寺 (豊岡市)
総持寺（そうじじ）は、兵庫県豊岡市出石町宮内にある高野山真言宗の寺院。

## 歴史
諸説あり、寺伝によれば行基が天平年間に天日槍が新羅から招来した聖観音自在菩薩を本堂に安置し、一六区の僧坊を建てたことに始まるとされる。
他の説は総持寺の背後に標高300メートルの山上にあった涅槃寺がのちに下山して、総持寺に改められたとの説がある。
平安時代以降は、出石神社の神宮寺となって祭祀に関与したといわれる。永正元年(1504年)山名氏の内紛による兵火によって全焼し、 再興がいつ完成したかは不明であるが、大永2年(1522年)には東光院・千手院など十四の坊があったとされる。創建時の堂宇は嘉永3年(1850年)の豪雨で倒壊したが、２年後の嘉永5年(1852年）に再建され、仏師を京都より招いて仏像を修復したといわれる。

## 文化財
木造千手観音立像(県指定文化財・天文4年（1539年）造立)